# 第四見習生
《第四見習生》（The Fourth Apprentice）是英國女作家艾琳·杭特的系列小說《貓戰士》的四部曲《星預兆》中六集的第一集，中文版於2010年9月30日由晨星出版社出版。

## 劇情摘要
第一章開始，鴿翅與藤池首度以小鴿及小藤的身分出現在育兒室，父母分別是樺落白翅，不久，小鴿和小藤分別成為見習生鴿掌(導師是獅焰)和藤掌(導師是煤心)。
獅焰和煤心首度帶鴿掌和藤掌去大湖時，鴿掌對湖水極少的事感到奇怪，後來，她聽到上游有棕色動物在築水壩，使獅焰懷疑鴿掌就是第三力量，所以謊報鴿掌得到星預兆。
上游的河狸，證明了鴿掌就是第三力量:擁有千里眼與順風耳。一開始，他們使用武力攻擊河狸，但河族的漣尾因此重傷身亡。後來，他們聯合寵物貓，把水壩拆除，成功引水進入大湖。
同一集裡面，藤掌遇到了假好心的鷹霜，說要訓練她的戰鬥與狩獵，此時的藤掌因為鴿掌有特異能力，表現遠遠落後鴿掌，藤掌因此產生嫉妒，於是對鷹霜的話完全沒有懷疑。可是，鷹霜的教法，成功補足藤池沒有特異能力的自卑。

## 外部連結
博客來 （页面存档备份，存于）